# Condizione della donna nella Repubblica Ceca

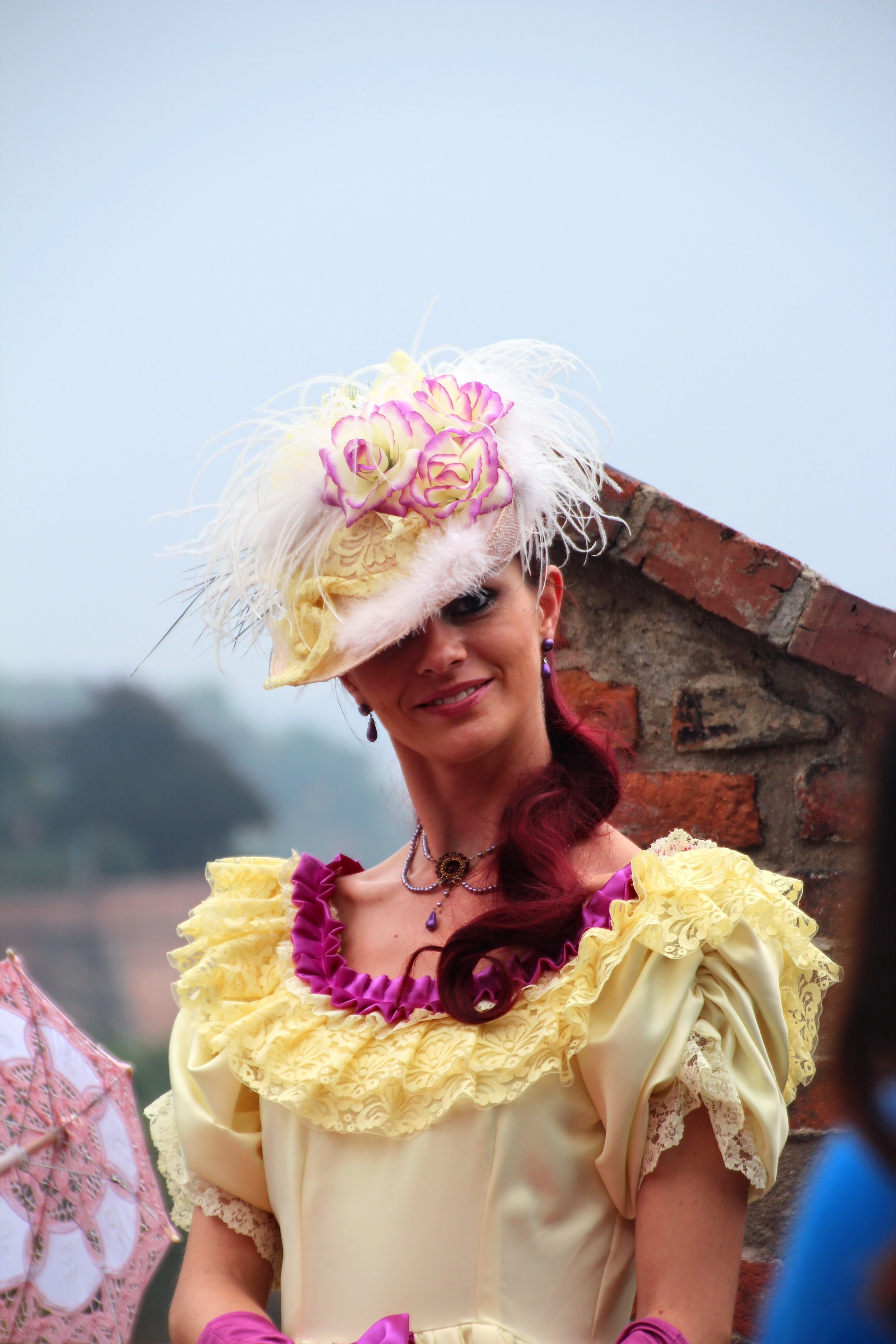
Una donna in costume storico.

La storia e l'evoluzione del ruolo di genere, della condizione femminile e dei diritti delle donne nella Repubblica Ceca risalgono a molti secoli prima della creazione dell'attuale repubblica. La popolazione ceca è originaria da coloni di slavi i quali avevano un'economia fondata principalmente sull'agricoltura.
A seguito del periodo storico conosciuto come rivoluzione di velluto molte donne si sono emancipate attraverso il lavoro a tempo pieno ma, allo stesso tempo, continuano anche ad occuparsi delle loro responsabilità nel ruolo di casalinghe dando "un alto senso di efficienza personale e indipendenza" all'interno della società dei Cechi.
Il Gender Inequality Index (indice di ineguaglianza di genere) è fissato per il 2013 a 0.087 (alla 13ª posizione su 152 paesi), mentre il tasso di occupazione secondo l'Organizzazione per la cooperazione e lo sviluppo economico (OECD) è per il 2015 fissata al 62.4%. Il Global Gender Gap Report (Rapporto sul divario di genere globale) per il 2013 è fissato a 0.6770 (all'83ª posizione su 144 paesi).
Ad oggi, nessuna donna è stata ancora eletta Presidente della Repubblica o primo ministro nel Paese.

## Diritti riproduttivi e vita familiare

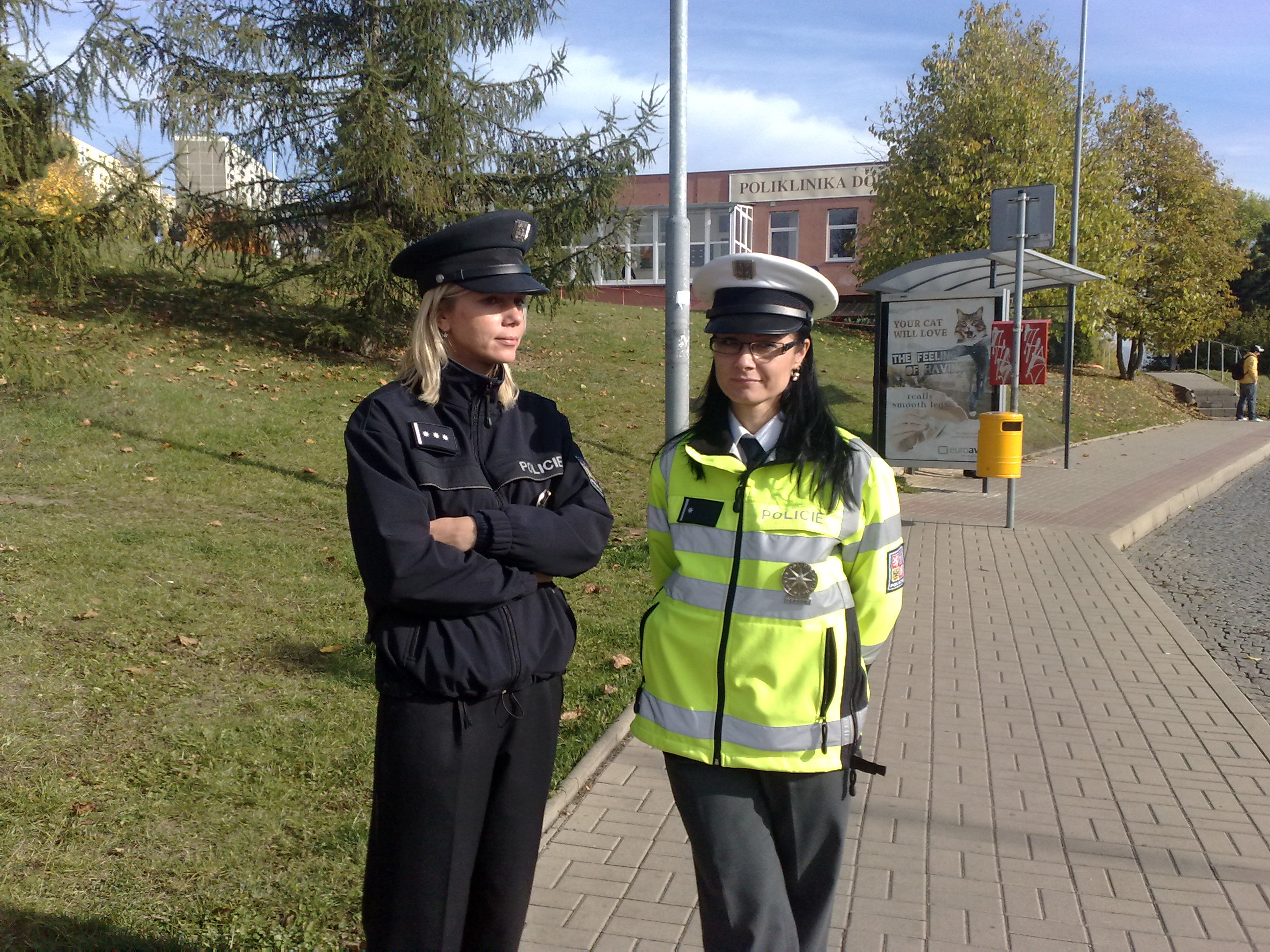
Due donne appartenenti ai servizi di pubblica sicurezza.

Il tasso di mortalità materno nella Repubblica Ceca è di 5 morti ogni 100.000 nati vivi (a partire dal 2010). Il tasso di HIV/AIDS è dello 0,05% negli adulti (tra i 15 e i 49 anni, secondo le stime del 2013). Il tasso di fertilità totale (TFR) è di 1,43 bambini nati per donna (secondo le stime del 2014), uno dei più bassi al mondo.
Come succede anche in molti altri paesi europei, la situazione familiare è diventata più liberale, la convivenza tra coppie non sposate è aumentata e la connessione tra fertilità e matrimonio è diminuita negli ultimi decenni. A partire dal 2016 il 48,6% delle nascite erano dovute a donne non sposate.

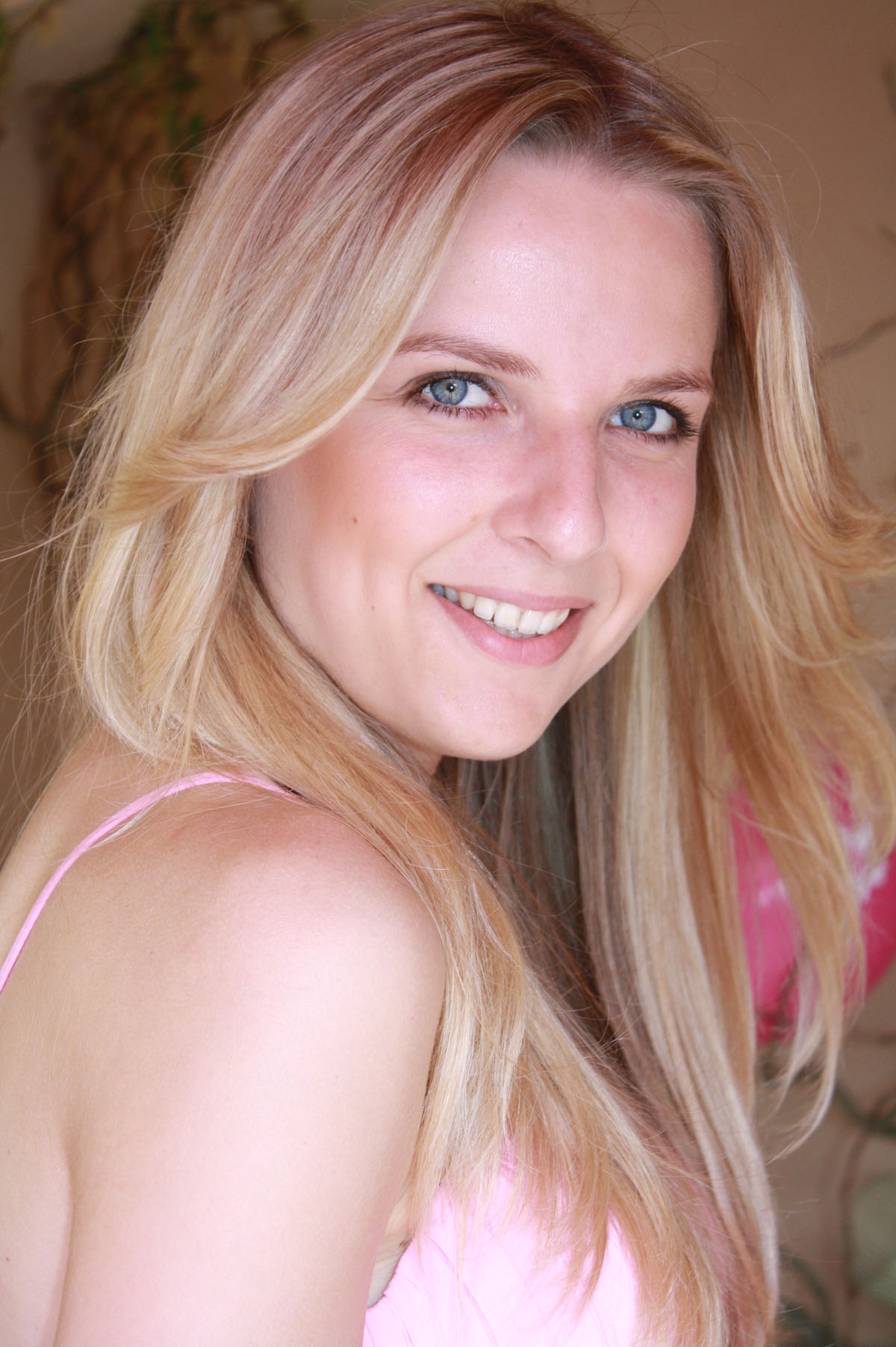
Una giovane donna di Praga.

## Educazione
La Repubblica Ceca ha un tasso di alfabetizzazione molto elevato, che è lo stesso per le donne e per gli uomini (al 99% secondo stime del 2011). Tuttavia più uomini (95%) rispetto alle donne (90%) hanno completato la scuola secondaria (dati OECD del 2014).

## Personalità artistiche di rilievo
- Helena Bochořáková-Dittrichová (1894-1980), artista grafica.
- Zdenka Braunerová (1858-1934), pittrice di paesaggismo.
- Anna Chromý (nata nel 1940), pittrice, scultrice.
- Zuzana Čížková (1982), scultrice, pittrice.
- Anna Daučíková (nata nel 1950), artista visiva.
- Dorrit Dekk (1917-2014), grafica, pittrice di stampe.
- Tamara Divišková (nata nel 1934), ceramista.
- Hana Dostalová (1890-1981), pittrice, illustratrice, stilista e designer di vetro.
- Felicita Frai (1909-2010), pittrice.
- Helga Hošková-Weissová (nata nel 1929), pittrice.
- Irena Jůzová (nata nel 1965), scultrice.
- Věra Janoušková (1922-2010), scultrice, pittrice, artista grafica.
- Mary Louisa Kirschner (1852-1931), pittrice, artista su vetro.
- Marian Korn (1914-1987), produttrice di stampe.
- Zuzana Kralova (nata nel 1985), fashion designer.
- Martina Krupičková (nato nel 1975), pittrice.
- Hermine Laucota (1853-1931), pittrice, incisore.
- Amalie Mánesová (1817-1883), pittrice.
- Galina Miklínová (nata nel 1970), illustratrice, disegnatrice.
- Jaroslava Muchová (1909-1986), pittrice.
- Květa Pacovská (nata nel 1928), pittrice, illustratrice.
- Michaela Pavlátová (nata nel 1961), animatrice.
- Charlotte Piepenhagen (1821-1902), pittrice.
- Miluše Poupětová (nata nel 1963), pittrice.
- Malva Schalek (1882-1945), pittrice.
- Trude Sojka (1909-2007), pittrice, scultrice.
- Jitka Štenclová (nata nel 1952), pittrice, artista tessile.
- Eva Švankmajerová (1940-2005), artista del surrealismo.
- Sonja Vectomov (nata nel 1957), scultrice.
- Věra Vovsová (1912-1998), pittrice.
- Julie Wimmer (nata nel 1975), designer.
- Ludmila Zeman (nato nel 1947), animatrice ceco-canadese.
- Helen Zelezny-Scholz (1882-1974), scultrice.
- Helena Zmatlíková (1923-2005), illustratrice.
- Věra Chytilová (1929-2012), regista.